# Claude Hêche
Claude Hêche (Porrentruy, 20 december 1952) is een Zwitsers politicus voor de Sociaaldemocratische Partij van Zwitserland (SP/PS) uit het kanton Jura.

## Biografie
Claude Hêche zetelde van 1983 tot 1994 in het Parlement van Jura, waarvan hij in 1988 voorzitter was. Vervolgens was hij van 1995 tot 2006 lid van de Regering van Jura. Na de federale parlementsverkiezingen van 2007, met herverkiezingen in 2011 en in 2015, zetelde hij van 3 december 2007 tot 1 december 2019 in de Kantonsraad, waarvan hij van 24 november 2014 tot 29 november 2015 voorzitter was.